# Distorsione (fisica)
Per distorsione si intende l'alterazione della forma originale di un oggetto, di un'immagine, di un suono, di un'onda o di un'altra forma di informazione o rappresentazione. Di solito è considerata un fenomeno indesiderato.
Nelle telecomunicazioni, ad esempio, produce un disturbo nella ricezione del segnale, quindi un'alterazione dell'informazione originariamente trasmessa. In alcuni settori invece la distorsione è un fenomeno volutamente cercato, come nel suono della chitarra elettrica, ottenuta per mezzo di un amplificatore o tramite un effetto elettronico. La distorsione leggera delle registrazioni su nastro e delle valvole, in certe situazioni è considerata piacevole. L'aggiunta del rumore o di altri segnali estranei, tipo interferenza o ronzio, non sono considerati distorsione, in quanto si sommano col segnale utile, benché gli effetti della distorsione talvolta siano considerati alla stregua del rumore.

## Segnali elettrici

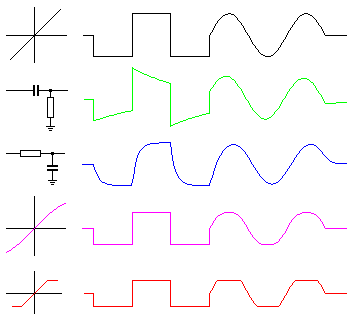
Grafici di onde e versioni distorte della stessa onda

Nelle telecomunicazioni e nella teoria dei segnali, un “sistema” esente da rumori può essere caratterizzato da una funzione di trasferimento, tale che l'uscita {\displaystyle y(t)}possa essere scritta in funzione dell'ingresso {\displaystyle x} come:
{\displaystyle y(t)=F(x(t))}
Quando la funzione di trasferimento comprende solo un guadagno A costante e un ritardo T
{\displaystyle y(t)=A\cdot x(t-T)}
l'uscita non è distorta e il segnale o grandezza in uscita si definisce come fedele al segnale o grandezza di ingresso. La distorsione avviene quando la funzione di trasferimento F è più complessa della precedente. Se F è una funzione lineare, per esempio un filtro il cui guadagno e/o ritardo varia in frequenza, allora il segnale subirà una distorsione lineare. Una distorsione lineare non cambia la forma di una singola sinusoide, ma di solito cambierà la forma di un segnale combinato (multi-tono). Nella figura si nota il comportamento di un segnale, costituito da un'onda quadra seguita da un'onda sinusoidale, che passa attraverso varie funzioni di distorsione.
1. Il primo segnale, in nero, mostra l'ingresso. Mostra anche l'uscita da una funzione di trasferimento non distorta, la linea dritta.
2. Un filtro passa alto, il segnale in verde, distorce la forma dell'onda quadra al diminuire della frequenza. Questa è la causa dell'attenuazione, vista in cima al segnale.
3. Un filtro passa basso, il segnale in blu, attenuerà i segnali alle alte frequenze. La maggior parte dei sistemi fisici sono filtri passa basso. Da notare che la fase della sinusoide è diversa per i sistemi passa basso e passa alto, dovuta alla distorsione di fase dei filtri.
4. Una funzione di trasferimento leggermente non lineare, in viola, è una leggera compressione tipica di un amplificatore audio, che comprime il picco dell'onda sinusoidale. Questo causerà un piccolo aumento delle armoniche a basso ordine.
5. Un forte taglio alla funzione di trasferimento, in rosso, genererà delle armoniche ad alto ordine. Parte della funzione di trasferimento è piatta, e questo indica che tutta l'informazione del segnale d'ingresso andrà persa se il dispositivo lavora in quella regione.

La funzione di trasferimento di un amplificatore ideale, con un perfetto guadagno e ritardo, è solo un'approssimazione. Il vero comportamento di un sistema è di solito differente. La non linearità in una funzione di trasferimento di un dispositivo attivo, tipo le valvole, i transistor e gli amplificatori operazionali, sono una comune fonte di distorsione non lineare. Nei componenti passivi, come un cavo coassiale o la fibra ottica, la distorsione lineare può essere causata dalle disomogeneità, dalla riflessione, e anche dal mezzo di propagazione.
Alla distorsione della forma d'onda nel dominio del tempo, corrisponde una distorsione nel dominio della frequenza e viceversa.

## I vari tipi di distorsione

### Distorsione armonica
L'onda può essere affetta da componenti non lineari, portando il sistema in risonanza oppure in distorsione di intermodulazione (IMD). Guarda anche distorsione armonica totale (THD).

### Distorsione d'ampiezza
Una distorsione d'ampiezza è una distorsione presente nei sistemi, sottosistemi o dispositivi quando l'ampiezza d'uscita è una funzione non lineare dell'ampiezza d'ingresso sotto specifiche condizioni.

### Distorsione della risposta in frequenza
Questo tipo di distorsione avviene, per mezzo di filtri, quando frequenze diverse sono amplificate con coefficienti diversi. Nel caso particolare dell'audio, questa distorsione è principalmente causata dai seguenti fattori: dall'acustica dell'ambiente, dai microfoni e altoparlanti scadenti, dai cavi per altoparlanti troppo lunghi che influiscono con la risposta in frequenza dipendente dell'impedenza dell'altoparlante.
Un particolare tipo di distorsione causato dalla risposta in frequenza del sistema attraversato è la distorsione detta per "taglio di banda", dovuta alla banda passante del canale che può essere inferiore a quella del segnale in input.

### Distorsione di fase
Questa forma di distorsione avviene soprattutto nel caso di componenti reattivi, come la reattanza capacitiva o l'induttanza. Qui, tutti i componenti di un segnale d'ingresso non sono amplificati con la stessa fase, portando il segnale di uscita ad essere fuori fase con il resto dell'uscita.

### Distorsione del ritardo di gruppo (group delay)
Può essere visto solo nei mezzi dispersivi. In una guida d’onda, la velocità di propagazione varia con la frequenza. In un filtro, il ritardo di gruppo tende ad avere un picco nelle vicinanze della frequenza di taglio, causando una distorsione dell'impulso. In presenza di trasmissioni a lunga distanza, la distorsione del ritardo di gruppo può essere corretta con i ripetitori.

## Cause ed effetti di una distorsione
Le cause di una distorsione in un sistema di telecomunicazione possono essere diverse: una risposta in frequenza non piatta del canale trasmissivo, il rumore aleatorio, che nei casi reali si accompagna al segnale trasmesso nel canale, la dispersione del mezzo trasmissivo deputato a canale, l'interferenza, dovuta alla eventuale presenza di altri segnali informativi nella banda del segnale utile, e il multipath.
Gli effetti di una distorsione rappresentano l'alterazione del segnale trasmesso, effetti che possono alterare l'informazione associata al segnale stesso, generando un errore di trasmissione o un'interferenza intersimbolica a valle nel ricevitore.

## Correzione della distorsione
L'uscita di un sistema è data dalla funzione: {\displaystyle y(t)=F(x(t))}, allora, se è possibile individuare un risultato per la funzione inversa {\displaystyle y(t)=1/F(x(t))}, questa può essere intenzionalmente usata per individuare la distorsione sia all'ingresso che all'uscita del sistema, ed eventualmente operare per correggerla. Un esempio di tale correzione avviene quando le registrazioni di LP / vinile o le trasmissioni audio FM sono pre-enfatizzate da un filtro lineare, filtro che riproduce un effetto inverso alla distorsione originale, in modo da lasciare il sistema intatto. La correzione non è possibile se la funzione inversa non esiste, per esempio se la funzione di trasferimento ha delle zone piatte. Questo risultato rappresenta una perdita d'informazione, quindi incorreggibile. Tale situazione può accadere quando un amplificatore è "affaticato", risultando in uno stato, definito come "clipping", o in una distorsione dello "slew rate", quando per un momento l'uscita viene determinata dalle caratteristiche dell'amplificatore e non dal segnale d'ingresso.

### Misure anti-distorsione
Per annullare una distorsione di un segnale è possibile usare a valle del sistema distorcente un equalizzatore che modifichi i toni in frequenza dell'onda ricevuta, oppure utilizzare a monte del sistema distorcente, conoscendo le caratteristiche della distorsione, un predistorsore con distorsione reciproca al sistema distorcente in cascata, in modo tale che in uscita alla doppia distorsione il segnale rimanga fedele a quello di ingresso.

## Telescrivente o segnali modem
Nei segnali binari come la FSK, per distorsione si intende lo spostamento di un istante significativo del segnale d'impulsi dalla propria posizione relativa. La grandezza di questa distorsione è espressa nella percentuale di un ideale unità di lunghezza dell'impulso. Alcune volte chiamata “bias” della distorsione. La distorsione telegrafica è un problema simile, dove viene distorto il rapporto tra intervalli di segno e spazio.

## Distorsione audio
In questo contesto, la distorsione si riferisce ad alcuni tipi di deformazione della forma d'onda in uscita, in relazione alla forma d'onda di ingresso, di solito il clipping, la distorsione armonica e/o la distorsione di intermodulazione che causano un comportamento non lineare nella risposta dei componenti elettronici. La distorsione nella musica a volte è usata intenzionalmente per ottenere degli effetti specifici. Altre forme di distorsione audio possono essere riferite a un andamento non piano della risposta in frequenza, compressione, modulazione, aliasing, quantizzazione, rumore, variazioni lente o veloci dei parametri da parte di dispositivi analogici come i dischi in vinile e nastri magnetici. L'orecchio umano non è in grado di percepire la distorsione di fase, a meno che non sia un effetto delle distorsioni avvenute durante la registrazione.

## Ottica
In ottica la distorsione si presenta quando ai punti del "piano oggetto" che costituiscono una figura corrispondono delle figure dissimili.
Questa distorsione spesso accade quando le superfici esterne delle lenti sono curve o sferiche.

### I tipi di distorsione ottica
A seconda della curva concava o convessa che può assumere l'immagine distorta può risultare:
-a cuscino
-a barile
Queste due distorsioni creano un incurvamento delle linee trasversali dell’immagine.

#### Correzione della distorsione
Per correggere la distorsione si usano sistemi ottici simmetrici.

## Proiezione cartografica
Nella cartografia, una distorsione è la modifica di un'area o di una forma.
Per esempio, nella proiezione cilindrica centrografica modificata di Mercatore, la forma della Groenlandia viene distorta a causa della sua alta latitudine, nel senso che la sua forma e le sue dimensioni non sono equivalenti alle forme e alle dimensioni degli altri continenti presenti alle latitudini più a sud.